# Ferdinand Kretzschmar

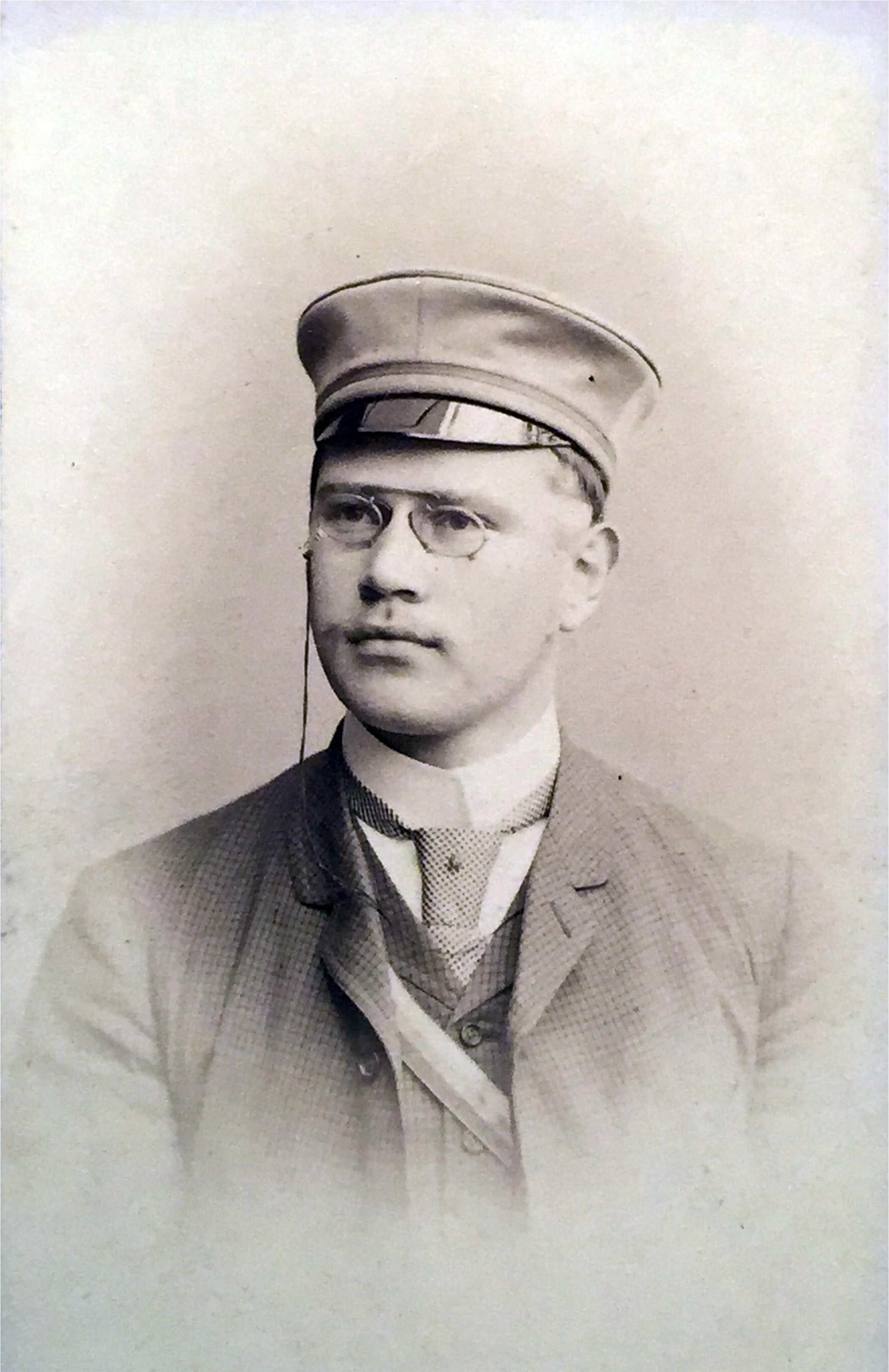
Ferdinand Kretzschmar

Ferdinand Kretzschmar (* 8. Februar 1853 in Kreinitz; † 21. Oktober 1923 in Dresden) war ein deutscher Richter.

## Leben
Kretzschmar besuchte ab 1867 die Fürstenschule St. Afra zu Meißen. Nach dem Abitur  immatrikulierte er sich zum Sommersemester 1873 an der Universität Leipzig für Rechtswissenschaft.  Zugleich diente er 1873/74 als Einjährig-Freiwilliger im Infanterie-Regiment „Prinz Johann Georg“ (8. Königlich Sächsisches) Nr. 107 (24. Division (2. Königlich Sächsische)), in dem er später Reserveoffizier wurde. Mit Ernst Bassermann war er im Corps Lusatia Leipzig aktiv. Nach einem Semester an der Eberhard Karls Universität Tübingen (1875) beendete er sein Studium in Leipzig. Nach dem ersten Staatsexamen war er Referendar im Königreich Sachsen, nach dem zweiten Staatsexamen zuerst Gerichtsassessor in Zwickau. Seit 1887 Landgerichtsrat in Dresden, wurde er später in das Sächsische Ministerium der Justiz berufen. Er kam 1899 als Oberlandesgerichtsrat an das Oberlandesgericht Dresden. Nach Einführung des Bürgerlichen Gesetzbuches 1900 trat er mit zahlreichen wissenschaftlichen Veröffentlichungen besonders zum Sachenrecht und zum Erbrecht hervor. Er beteiligte sich an der Herausgabe der Annalen des Oberlandesgerichts Dresden und des Sächsischen Archivs für Rechtspflege.

## Ehrungen
- Charakter als Geheimer Justizrat
- Dr. iur. h. c. der Universität Leipzig (1909, zum Leipziger Universitätsjubiläum)

## Werke
- Einführung in das Grundbuchrecht. Rossberg & Berger, Leipzig 1902/03.
- Recht des Bürgerlichen Gesetzbuches. Göschen, Leipzig 1910.
- Das formelle Grundbuchrecht. Göschen, Leipzig 1911.